# A helyettes (Lost)
2010. február 16-án kerül először adásba az amerikai ABC csatornán a sorozat 107. részeként. Elizabeth Sarnoff és Melinda Hsu Taylor írta, és Tucker Gates rendezte. Az epizód John-centrikus.
|  | Alább a cselekmény részletei következnek! |

## Az előző részek tartalmából
Sawyer magát okolja Juliet haláláért, még Kate közeledését is visszautasítja. Nemezis a szörny alakjában megöli Jacob embereit, majd megveri Richardot, és elvonszolja a dzsungelbe. Az alternatív idősíkban Locke elmondja Boone-nak, hogy egy túrán vett részt, ám azt nem árulja el neki, hogy nem tud járni.

## Flash-sideways, 2004
Locke hazaérkezik, de mikor kiszállna kocsijából, a lift elromlik, ő pedig rajtaragad. Megpróbál róla legurulni, ám leesik, és elterül a földön. Ekkor a házból kirohan Helen, és besegíti Johnt az otthonukba. Míg Locke a kádban üldögél, Helen az esküvőjüket szervezi. A nehézségek miatt felhozza, hogy esetleg egy kisebb esküvőt kellene csinálniuk, amire csak Helen szüleit és John apját hívnák meg, ám a férfi biztatja, hogy sikerülni fog a szervezés. Helen a konferenciáról kérdezi Johnt, aki azt feleli, unalmas volt. A nő megtalálja Jack névjegykártyáját, és megörül, hogy talán megadatik az esély, hogy Locke teljes életet éljen, szerinte ezt a sors akarta így.
Locke-ot a főnöke, Randy fogadja munkahelyén, és számon kéri rajta, amiért nem volt jelen a konferencián, és a programokat is lemondta. Randy szeretné tudni, beosztottja mivel töltötte az idejét, míg a vállalat pénzén Ausztráliában volt. John szeretné, ha szabadságként számolnák el ezt a hetet, ám Randy emlékezteti, hogy azt az esküvőjére tartogatja. Mivel Locke nem akarja elmondani, mit csinált, Randy kirúgja.
Az immáron állástalan férfi kigurul a kocsijához, de nem tud beszállni, mert elállja az útját egy másik autó. Megpróbálja a lifttel beindítani a másik jármű riasztóját, ám a szerkezet ismét elromlik, ezért ráüt az autóra. Hamarosan meg is érkezik Hurley, és elnézést kér, de rávilágít, hogy van mozgássérült parkoló is. Locke felháborodva válaszolja, hogy nem kötelező oda állnia, inkább Reyes-nek kellett volna rendesen parkolnia. Hugo közli, úgy volt, hogy saját parkolója lesz, de mivel nem találta meg, leparkolt máshová. Felvilágosítja Johnt, hogy ő a cég tulajdonosa, majd bemutatkoznak egymásnak. Hurley megkérdezi a férfit, mit dolgozik náluk. Locke azt válaszolja, hogy a főnöke, Randy kirúgta. Reyes felajánlja, hogy beszél Randy-vel, ám John ezt nem fogadja el. Hugo felírja neki a munkaközvetítő cégének elérhetőségét, ahol biztosan találnak neki munkát, ha megmondja, hogy Hugo Reyes küldte őt.
Locke felkeresi a munkaközvetítő céget, de nem érti az álláskeresési folyamat egyes részeit, ezért az őt kikérdező nő felettesét kéreti. Rose hamarosan meg is érkezik, és megpróbálnak közösen megoldást találni a problémára. Johnt az építési munkafelügyelő állás érdekelné, ezt Rose kicsit vonakodva oda is ígéri neki, de megjegyzi, hogy reálisabban kellene nézniük a dolgokat. A kopasz kifakadva kérdezi, hogy Henderson mit is tudhat a realitásról, mire a nő azt válaszolja, hogy rákja van, a végső stádiumban jár, de ezt elfogadta, és boldogan éli az életét. Éppen ezért felhozza, hogy inkább egy megfelelőbb munkát keressenek.
John egy reggel úgy dönt, felhívja Jacket, de a doki asszisztense veszi fel a telefont, ő pedig nem felel meg a kopasznak. Helen megörül ennek, ám Locke közli vele, nem megy el hozzá, mert kirúgták. A nő meglepődik, ekkor csengetnek az ajtón. A légitársaságtól érkezett egy ember, az elveszett csomagot hozta meg. John elmondja Helennek, hogy hazudott a főnökének, nem volt ott a konferencián. Helen nem érti, hogy akkor hol volt, erre a kopasz megkéri, hogy nyissa ki a bőröndjét. A nő így is tesz, a csomagból pedig előkerülnek a kések. Locke felfedi, hogy egy túrára ment volna, de állapota miatt nem engedték fel a buszra, és akármilyen rosszul is esett ez, igazuk volt. John kifakad, hogy elege van abból, hogy azt képzeli, elhagyja a tolószéket, mert ez lehetetlen. Ha Helen azt akarja, hogy újra járni tudjon, nem hibáztatja érte, de ez nem fog megtörténni, mert csodák nem léteznek. A nő közli Locke-kal, léteznek csodák, de az egyetlen, amire vágyott, az maga John.
Locke egy iskolában helyettesít, testnevelésórát tart, majd biológiát tanít. Szünetben útbaigazítást kér a tanárihoz. A tanáriban egy férfi tanár felháborodva szólítja fel ismételten kollégáit, hogy ha elfogyasztották a kávét, dobják ki a filtert, ő pedig főz újat. John erre megjegyzi, hogy inkább teát fogyasztana. A tanár megfordul, ekkor láthatjuk, hogy ő nem más, mint Benjamin Linus. Közli, hogy a tea az úriemberek itala, és bemutatkozik Johnnak, ő az európai történelem tanára. Locke is bemutatkozik, majd mosolyogva elindul a pult felé.

## A sziget, 2007
A füst szemszögéből látjuk, ahogy végigrepül a Szigeten, és a Barakkokban meghallja, ahogy Sawyer csörömpöl, és zenét hallgat. A szörny visszarepül a dzsungelbe, ahol talál egy machetét a földön. Egy villanás után már Nemezis áll a kés mellett. Magához veszi a fegyvert, leereszt egy fára felhúzott ponyvát, amiből az összevert Richard kerül elő. Ál-Locke szerint itt az ideje, hogy beszélgessenek.
Nemezis elnézést kér Richardtól a történtek miatt, és közli vele, azt szeretné, ha vele tartana. Alpert megkérdezi, miért néz ki úgy, mint Locke. Nemezis azt válaszolja, tudta, hogy így eljuthat Jacobhoz, mivel John egy kiválasztott volt. Richard nem érti ezt, és megkérdezi, milyen kiválasztottról beszélnek? Nemezis meglepődik, hogy Jacob nem avatta be a részletekbe, majd megjegyzi, hogy ő tisztelettel bánt volna vele. Megígéri neki, hogy ha vele tart, mindent megválaszol, ám Richard elzárkózik ettől. Nemezis figyelmezteti, hogy ritkán kap az ember második esélyt, de Alpertet ez sem hatja meg. Ál-Locke észrevesz egy véres karú szőke fiút, akit Richard nem lát, s a következő pillanatban már Nemezis sem találja. Nemezis elindul, búcsúzóul pedig odaszól Alpertnek, hogy még találkoznak, és hamarabb, mint gondolná.
Ben bemegy a szoborba, ahol rátalál a síró Ilanára. Ilana tudni szeretné, hogyan haltak meg társai, ezért Linus elmondja, hogy Locke átalakult füstté, és végzett velük. A nő megkérdezi, Jacobot is megölte-e. Ben igennel felel, és közli, hogy John belelökte a tűzbe, így a holttest elégett. Ilana a terem közepébe sétál, és a tűz után maradt hamuból tesz a tarisznyájába. Linus megkérdezi, tudja-e, miért vitte Locke Richardot az erdőbe. Ilana szerint azért, mert toboroz.
Nemezis megérkezik a Barakkokba. Belép abba a házba, ahol Sawyer van. Az ittas Ford nem lepődik meg különösebben, csak megjegyzi, hogy tudtával Locke halott, Nemezis pedig helyesel. James ad neki egy pohár whiskyt, és felszólítja, hogy miután megitta, távozzon a házából. Ál-Locke közli vele, ez nem az ő háza, csak itt élt egy ideig. Sawyer tudja, hogy ő nem Locke, mivel ő nem ijedt, amilyen az igazi volt. Nemezis megkérdezi, mit szólna hozzá, ha azt mondaná, hogy ő az, aki meg tudja válaszolni a világ legfontosabb kérdését. Ford nevet, majd rákérdez, hogy melyik kérdés lenne ez. Nemezis válasza: miért van a Szigeten? James maga szerint erre már tudja a választ. Azért, mert a gépe lezuhant, a tutaja felrobbant, a helikopter pedig nem bírta el őt. Ál-Locke kijelenti, nem ezek miatt van a Szigeten, de ha vele tart, megválaszolja a kérdést. Sawyert érdekli a válasz, ezért úgy dönt, vele tart.
Ilana kijön a szoborból, és megkérdezi Sunt, hova tűntek a Többiek. Kwon elmondja, hogy a templomhoz mentek. Ilana szerint az a legbiztonságosabb hely a Szigeten, nekik is oda kellene menniük, ráadásul ha Jin él, ő is ott van. Már indulna, mikor Sun utána szól, hogy el kellene temetniük Johnt.
Nemezis és Sawyer a dzsungelben menetelnek, mikor meglátják a szőke kisfiút. James is látja, ez pedig meglepi Ál-Locke-ot. A fiú elszalad, Nemezis pedig utánaered. Üldözés közben elesik, s mikor felnéz, maga előtt látja a fiút. A gyerek emlékezteti a szabályokra, miszerint nem ölheti meg azt a bizonyos férfit. Nemezis azt válaszolja, hogy ne mondja meg neki, mit nem tehet. A fiú elsétál, Ál-Locke pedig utána ordítja az előző mondatát. Eközben Sawyer azt üvöltözi Locke-nak, ha nem tér vissza 20 másodpercen belül, magára hagyja. A megrémült Richard lép ki a fák közül, és megkéri Fordot, menjenek a templomba. James tudatja vele, ő nem megy vissza, mert válaszokat akar, és „Locke” meg tudja adni ezeket a válaszokat. Alpert figyelmezteti, hogy Nemezis nem segíteni akar neki, hanem meg fogja ölni, ahogy mindenki mást is a Szigeten. Ekkor a közelben reccsenés hallatszik, Richard pedig elrohan. Ál-Locke tért vissza, és tudni szeretné, kivel beszélt Sawyer, ám ő nem ad érdemleges választ, ahogy Nemezis sem arra a kérdésre, hogy utolérte-e a gyereket.
Sawyer egy olyan könyv tartalmát meséli el Nemezisnek, amiben egy ember kicsalja társát az erdőbe, és hátulról fejbe lövi. Ál-Locke szerint ez nem valami vidám történet, ezzel James is egyetért, és ebben a pillanatban a pisztolyát az előtte álló férfire szegezi, és megkérdezi, mi lenne, ha golyót repítene a fejébe. Nemezis nem ijed meg, ő is kíváncsi lenne az eredményre, ezért odaáll Ford elé. Sawyer megkérdezi, hogy mi ő, erre Ál-Locke felfedi, hogy csapdába esett, és már olyan régóta van bebörtönözve, hogy nem is tudja, milyen szabadnak lenni. Korábban ugyanolyan ember volt, mint bárki más, ugyanúgy érzett fájdalmat, haragot, szeretetet, félelmet, ugyanúgy tudja, milyen, ha átvernek valaki, vagy ha elveszít valakit, akit szeret. Azt mondja Jamesnek, ha akarja, lője le nyugodtan, de olyan közel van a válaszokhoz, hogy szégyen lenne visszafordulni. Ezzel továbbindul, Ford pedig leereszti a fegyvert.
Ben megkérdezi Ilanától, hogy miért kellett Locke testét a szoborhoz vinniük. A nő elmondja, azért, hogy mindenki láthassa az ellenségük arcát, mivel ez a bizonyos ellenség már nem tudja megváltoztatni külsejét, John testében ragadt. Hamarosan megérkeznek a túlélők parti táborának temetőjéhez. Ben és Frank ásnak egy sírt, Sun és Ilana pedig előkészítik a testet. Kwon Ilana arcára tekintve látja, hogy valami miatt nagyon szomorú, de nem kérdez rá. Miután elkészült a sír, belehelyezik Locke testét, Linus pedig rövid beszédet mond. Méltatja az elhunytat, hogy jobb ember volt, mint amilyen ő valaha is lehet, és nagyon sajnálja, hogy megölte. Utóbbin a jelenlévők meglepődnek, hiszen még nem ismerték ezt a tényt. Elkezdik betemetni a gödröt, Frank pedig megjegyzi, ez a legfurcsább temetés, amin valaha is volt.
Nemezis és Sawyer megérkeznek úti céljukhoz, egy tengerpart melletti meredek sziklaszirthez. Ál-Locke kijelenti, itt le kell menniük az előttük lévő létrán, és hogy megnyugtassa Jamest, ő megy először. Elindulnak lefelé, Nemezis már a sokadik létrán mászik, ám ekkor Ford alatt eltörik az egyik fok. Gyorsan átmászik egy másik létrára, de az kiszakad a falból, Sawyer pedig zuhanni kezd. Ál-Locke biztatja, hogy ugorjon át az övére, ő majd elkapja, ez végül meg is történik. Hamarosan leérnek egy peremre, ahonnan egy barlang nyílik. Nemezis bemegy, és egy asztalon lévő mérleghez megy, aminek két tálcáján egy fekete, és egy fehér kő van, előbbi egy kicsit nehezebb a mérleg állásából ítélve. Leveszi a fehér követ, majd a tengerbe hajítja, Sawyer kérdésére pedig elmondja, hogy ez egy bennfentes poén. James kezd türelmetlen lenni, meg akarja tudni, miért van a Szigeten. Nemezis meggyújt egy fáklyát, és együtt bemennek egy tágasabb terembe, aminek a falára rengeteg név van felírva, sok közülük át van húzva. Ál-Locke szerint ezért vannak a Szigeten.
Nemezis elmondja, hogy ezeket a neveket Jacob írta fel a falra, de ő tegnap meghalt. Sawyer észreveszi a Shephard nevet, ami mellett a 23-as szám áll, az ő neve még nincs kihúzva. Egy rövid bejátszás során láthatjuk, ahogy Jacob átadja Jacknek az automatába beszorult csokoládét. Ál-Locke megmutat neki még pár nevet. Reyes, akivel Jacob egy taxiban találkozott, a 8-as számot viseli. James rákérdez, miért van a nevek mellett szám, erre Nemezis csak azzal felel, hogy Jacob odavolt a számokért. Ezt követően folytatják a keresést. A következő Jarrah, aki mellett a 16-os szám szerepel, vele Jacob Nadia halálakor találkozott. A Kwon név mellett a 42-es szám szerepel, de még Ál-Locke sem tudja megmondani, hogy Jacob Jinre vagy Sunra gondolt, mi pedig látjuk, ahogy Jacob az esküvőjükön mindkettejüket megérinti. Locke-ot a 4-es számmal jelölte Jacob, őt akkor látogatta meg, amikor apja kilökte a nyolcadik emeletről. Végül pedig a 15-ös számú Ford kerül sorra. Sawyer csodálkozik, hiszen nem is találkozott vele, ám Nemezis kijelenti, Jacob biztosan meglátogatta őt, amikor fiatal, elesett és sebezhető volt. James arckifejezéséből ítélve mintha emlékezne egy férfire, aki szülei temetésén jelen volt, és tollat adott neki a levél befejezéséhez. Ál-Locke közli, Jacob manipulálta őket, úgy rángatta őket, akárcsak egy bábot. Életük során olyan döntéseket hoztak, amikről el lehetne mondani, hogy igazából nem is az ő döntéseik voltak. Mindez azt a célt szolgálta, hogy végül a Szigetre kerüljenek. Nemezis szerint azért, mert ők kiválasztottak, és Jacob azt remélte, közülük kerül ki a Sziget következő védelmezője, aki átveszi az ő helyét. Ál-Locke kelképesen átadja Fordnak a fáklyát, és kinevezi védelmezőnek, de Sawyer nem érti az egészet. Nemezis közli vele, három választása van. Az első lehetőség, hogy nem tesz semmit, és hagyja a Szigetet. Ebben az esetben valószínűleg az ő nevét is áthúzzák, ahogy ő ezt most Locke nevével meg is teszi. A második az, hogy ő lesz az új Jacob, a Sziget új védelmezője, de ennek a címnek semmi értelme nincs, mivel a Szigetet semmitől sem kell megvédeni, csak egy szimpla sziget, amiért Jacob miatt emberek tömkelege vesztegette el az életét. A harmadik választás pedig az, hogy összefognak, és együtt elhagyják a Szigetet. Nemezis odasétál Sawyerhez, és megkérdezi, készen áll-e arra, hogy hazatérjen. James azt válaszolja, hogy készen áll.